# Contea di Swift
La contea di Swift in inglese Swift County è una contea dello Stato del Minnesota, negli Stati Uniti. La popolazione al censimento del 2000 era di 11 956 abitanti. Il capoluogo di contea è Benson